# Vérfű hangyaboglárka

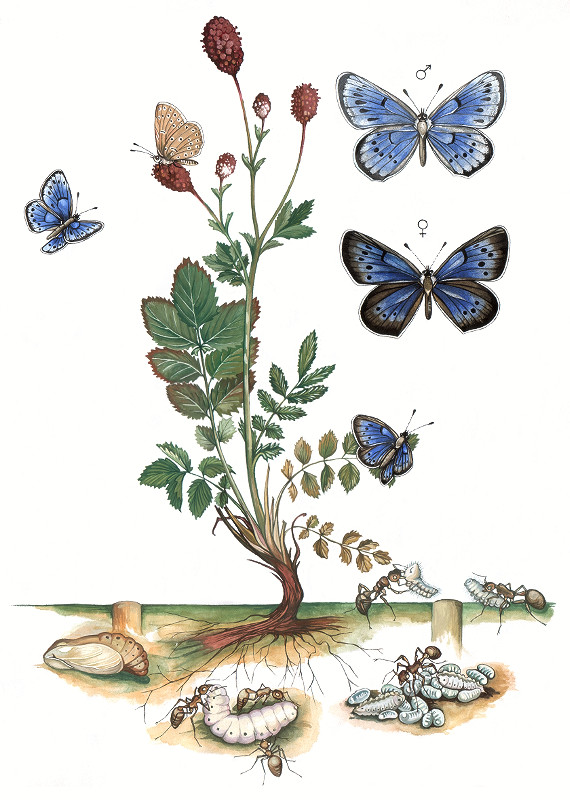
Az őszi vérfű és a lepke fejlődésének stádiumai

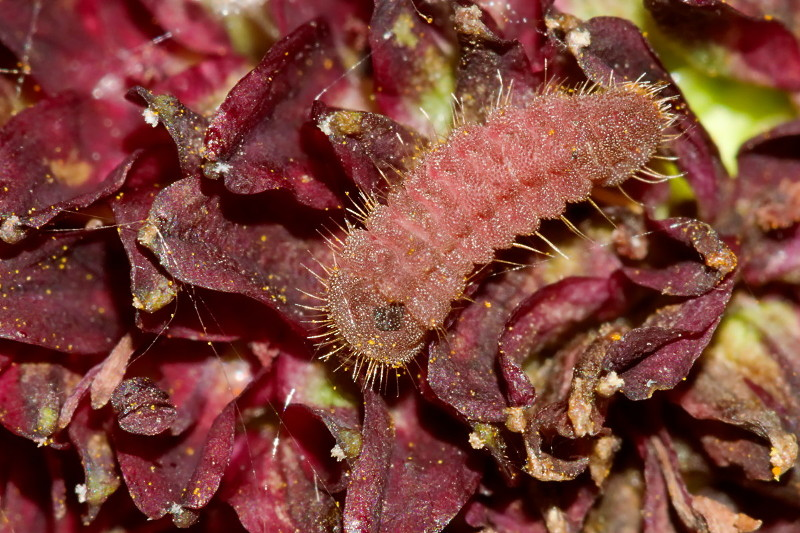
Hernyója

A vérfű hangyaboglárka (Phengaris teleius) Natura 2000 jelölőfaj, szerepel az NBMR Programban és a Berni Egyezmény hatálya alá tartozik. Magyarországon gyakorinak tekinthető.

## Származása, elterjedése
Délnyugat-szibériai faunaelem, amely nyugaton Nyugat-Európától Közép-Ázsiáig, keleten Japánig és a Kuril-szigetekig terjedt el. Szórványosan egész hazánkban megtalálható. Európában egyedszáma általánosan csökken.

## Megjelenése, felépítése
Hossza 23–24 mm. Szárnyainak alapszíne ragyogó mélykék, a szárnyat apró fekete foltok és széles fekete szegély díszíti. A hímek szárnyán a szegély vékonyabb, mint a nőstényekén. Hamuszürkés vagy barnásszürkés fonákán a szegély mentén két pontsor fut végig. A szemfoltsor egyenes, illetve nagyon kevéssé ívelt, a szegélyfoltsor nem más, mint a belső ívfoltok és a külsők árnyéka. A nőstény szárnyának felszínén a fekete rajzolati elemek nagyobbak, kék behintés csak a tőtérnél látható.

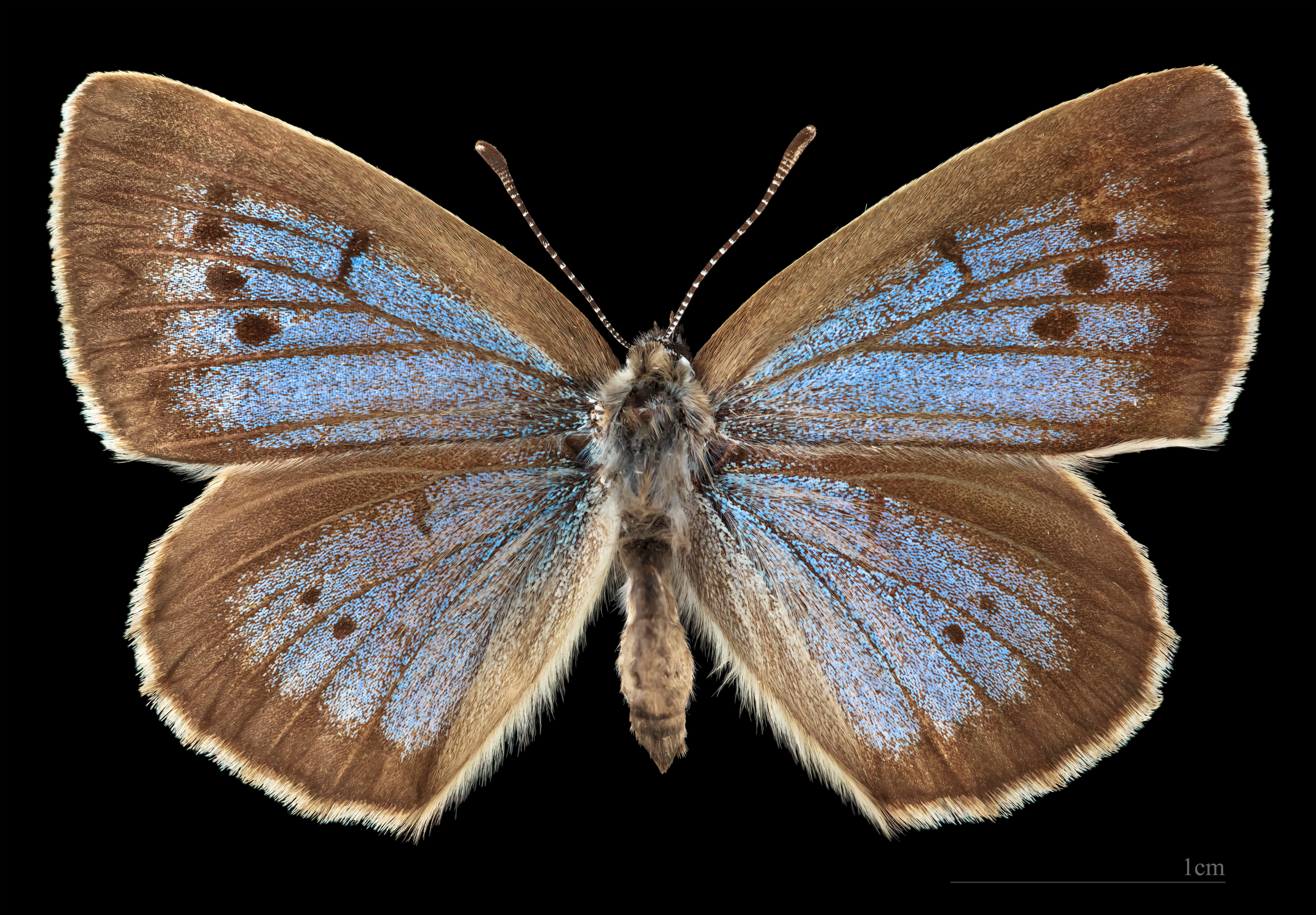
Phengaris t. teleius ♀
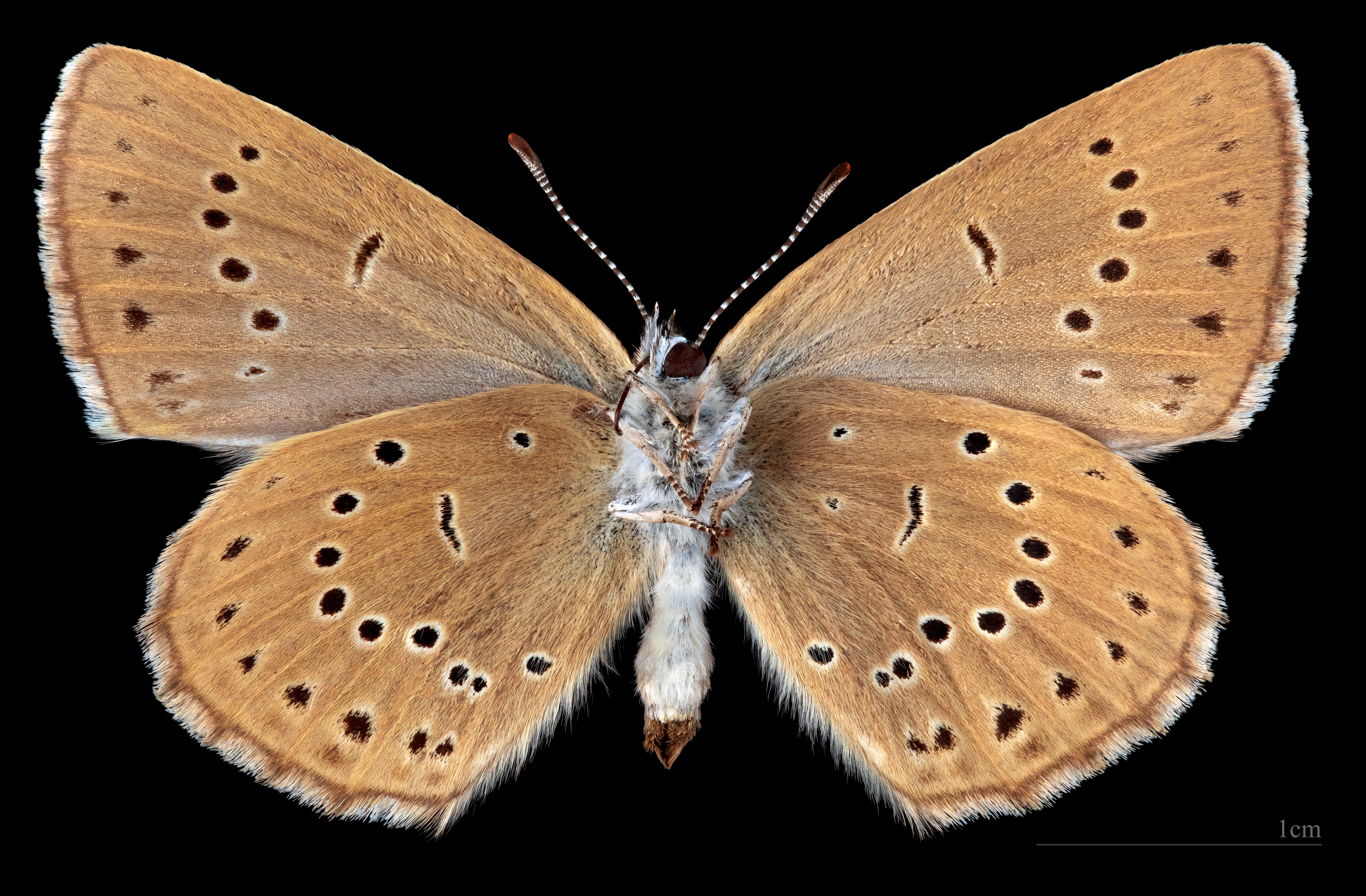
Phengaris t. teleius ♀ △

## Életmódja, élőhelye
Nappali lepke. A láp- és mocsárréteket kedveli.
Monofág faj; tápnövénye az őszi vérfű (Sanguisorba officinalis). Ennek megfelelően kizárólag olyan láp- és mocsárréteken, illetve üde erdei tisztásokon és kaszálókon fordul elő, amelyeken az őszi vérfű nő. Élőhelyeinek ÁNÉR szerinti típusai:
- nedves gyepek és magaskórósok (D),
- liget- és láperdők (J).

Natura 2000 szerinti élőhelytípusi:
- mészkedvelő üde láp- és sásrétek (7230),
- üde magasfüvű kaszálórétek (6510),
- kékperjés láprétek (6410) és
- síkvidéki mocsárrétek (6440)

Magyarországon évente egy nemzedéke repül, július elejétől augusztus végéig úgy, hogy a rajzáscsúcs általában július-augusztus fordulójára esik.
Az imágók mindössze néhány napig élnek. Ezalatt mozgékonyak, sokat repülnek. Kikelés után szinte azonnal megkezdik a párzást és a peterakást. Ezért a nőstény a vérfű virágok közelében marad, a hímek pedig nagyobb területen keresik őket.
Petéiket közvetlenül a vérfű bordó virágzatába rakják. A lárvák a magkezdeményeket eszik, majd egy hónap múlva, a negyedik lárvastádiumot elérve kirágják magukat, és egy szövedékszálon leereszkednek a talajra. Itt a hernyó kémiai anyagokkal magához csalogatja valamelyik bütyköshangya faj (Myrmica spp.). A hernyók adoptálják a hernyót, és hazaviszik bolyukba. A Kárpát-medencében honos bütyköshangya fajok közül bizonyítottan gazdája lehet négy faj:
- réti bütyköshangya (Myrmica scabrinodis),
- közönséges bütyköshangya (Myrmica rubra),
- erdei bütyköshangya (Myrmica ruginodis) és
- karcsú bütyköshangya (Myrmica rugulosa).

A hangyafészkekben a hangyalárvák viselkedését és feromonjait utánozzák, így többé-kevésbé „észrevétlenek” maradnak. Mivel a lepke nem specializálódott egyetlen fajra, ez az utánzás egyenetlen eredményű: a hangyák egyes hernyókat idővel elpusztítanak, másokat pedig elhanyagolnak, nem gondoznak tovább. A hernyók számos körülménytől függő idő — 10, illetve 22–23 hónap — alatt nevelkednek fel és bábozódnak be. Eközben nem elégszenek meg a hangyáktól kapott táplálékkal, hanem alkalomszerűen felfalják a kisebb hangyalárvákat, tehát a ragadozó hangyaboglárka fajok közé tartoznak. Speciális parazitáknak tekinthetők, mivel ez a kapcsolat a hangyák számára nem teljesen negatív — ők ugyanis igen kedvelik hiszen a hernyók által termelt cukros
váladékot. Az örökbefogadott hernyók a bütyköshangyák fészkeiben telelnek át, majd valamelyik kijárat közelében bábozódnak be.
A bábozódás helyszíne azért fontos, mert kifejlett rovarok már egyáltalán nem termelik a hernyóknak sikeres mimikrit biztosító kémiai anyagokat, ezért következő év nyarán kikelve sietősen távoznak a bolyokból. A két évet áttelelő egyedek szerepe kulcsfontosságú lehet a populációjának fennmaradásában. Az élőhelyüket durván károsító, egyszeri hatás (például természeti katasztrófa, rosszkor kaszálás stb.) miatt ugyanis teljesen eltűnhetne onnan a faj, de a „hosszan elfekvő” példányok a következő évben még sikeresen fenntarthatják.
Védettségét kettős specializáltsága is indokolja; hazánkban 1993 óta védett (de se tápnövénye, se hangyagazdája nem az). Mivel fennmaradásához többféle feltétel is szükséges, leginkább élőhelyeinek degradálódása (kiszáradása, becserjésedése és gyomosodása) és a rossz idejű kaszálás veszélyezteti.